# Gauthier et Cie

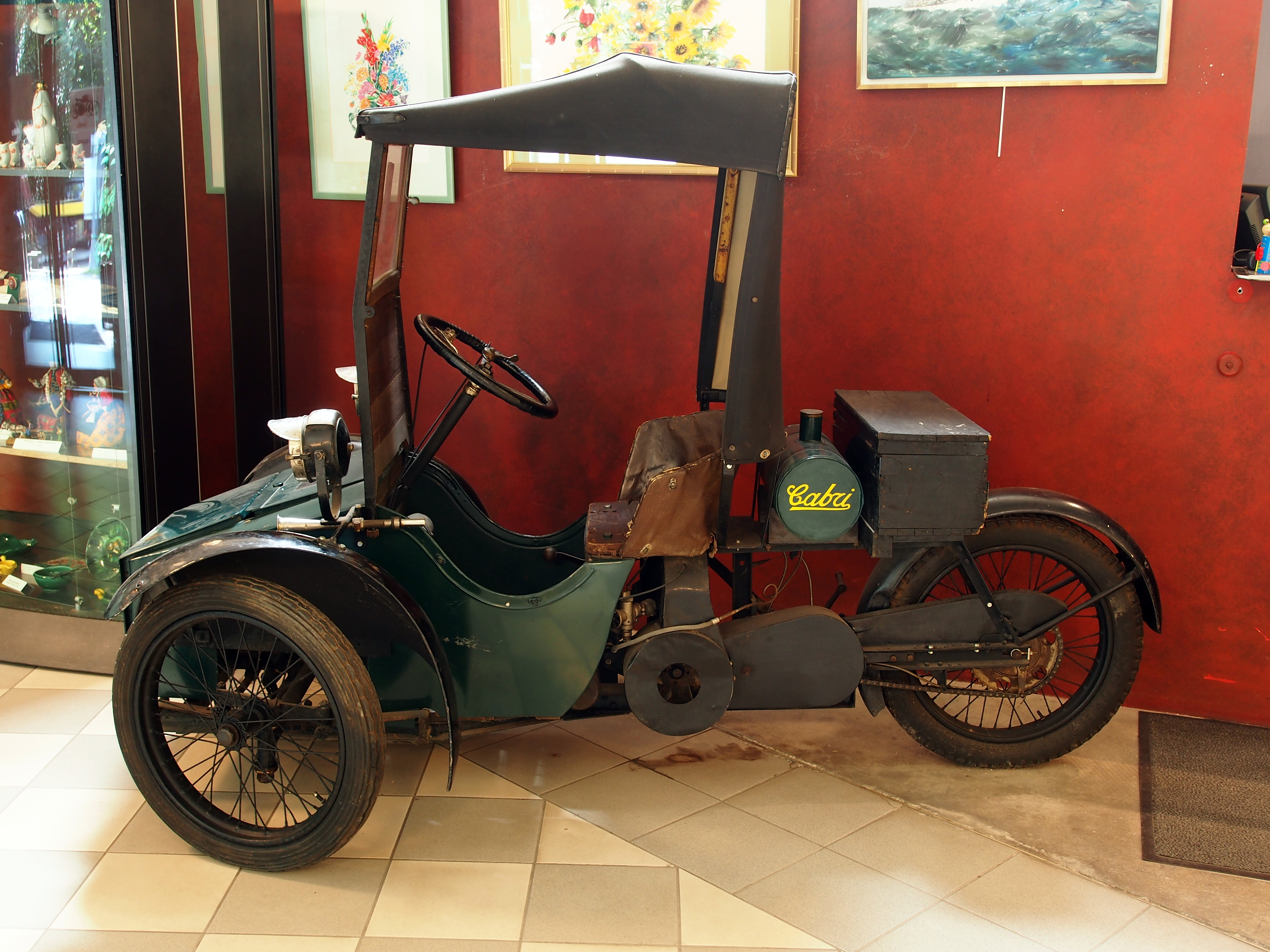
Gauthier-Dreirad von 1925

Gauthier et Cie war ein französischer Hersteller von Automobilen.

## Unternehmensgeschichte
Der Ingenieur Gauthier gründete 1904 das Unternehmen in La Garenne-Colombes und begann mit der Produktion von Automobilen. 1933 erfolgte eine Umbenennung in G. Gauthier und der Umzug nach Blois. 1937 endete die Produktion nach etwa 350 hergestellten Exemplaren.

## Fahrzeuge
Angeboten wurden leichte Dreiradautos, bei denen sich das einzelne Rad hinten befand. Teilweise wurden die Modellbezeichnungen L'Auto-Plume Cabri oder L'Auto-Fauteuil verwendet. Zur Wahl standen sowohl luftgekühlte als auch wassergekühlte Einzylindermotoren mit 350 cm³, 400 cm³, 500 cm³ und 550 cm³ Hubraum. Außerdem gab es zwischen 1918 und 1927 das Modell Avionette. Dabei handelte es sich um ein Cyclecar. Für den Antrieb sorgte ein V2-Motor.